# Вехачек, Виктор
Виктор Вехачек (пол. Wiktor Wiechaczek, 10 октября 1879 — 3 июня 1941) — деятель польского национального движения, участник Первой мировой войны и Силезских восстаний.

## Биография
По окончании школы работал на цинковом заводе «Silesia» в Липине, потом переквалифицировался в шахтёры, трудился в родном городе, на шахте «Паулюс» из шахтоуправления «Паулюс-Гогенцоллерн», затем на липинской шахте «Матильда», ещё позже на шахте «Литандер» в Руде. В 1901 году был призван в прусскую армию, где служил сапёром в гарнизоне Нейссе до 1903 года. По завершении службы, вернулся к шахтёрскому труду, стал членом профсоюза «Зъедночене Заводове Польске» (пол. Zjednoczenie Zawodowe Polskie, ZZP). В 1913 году за участие в забастовке на шахте «Паулюс» — уволен с работы. После чего был вынужден перебраться в Шлезиенгрубе на угольную шахту «Шлезиен».
В период Первой мировой войны — в имперской армии, воевал на Западном фронте. По возвращении становится одним из организаторов местных ячеек социалистической партии и Польской военной организации в Шлезиенгрубе.
Принимал непосредственное участие во всех трёх силезских восстаниях. Наряду с Юзефом Тройоком был одним из лидеров Первого силезского восстания в Шлезиенгрубе, организатором митингов, районным комендантом сил Польской военной организации. Во время второго восстания боролся в рядах 1-го полка бытомских стрелков.
С декабря 1920 года активный участник диверсионного бюро руководства защиты плебисцита, которое по мере приближения начала Третьего силезского восстания переросло в диверсионную группу «Вавельберг». Руководителем группы был Тадеуш Пущиньский. В Шлезиенгрубе, в районе местожительства Вехачека, долгое время происходило накапливание взрывчатки. Основным заданием группы был подрыв ряда мостов, соединявших Верхнюю Силезию с остальной Германией. Одной из ключевых целей считался 200-метровый железнодорожный мост через Одер в районе Щепановиц, около пяти километров к западу от Опельна. Его и предстояло взорвать маленькой подгруппе, в которую входили сам Пущиньский и Вехачек. В ночь на 2 мая 1921 года, под покровом тьмы, диверсанты закрепили запас взрывчатки на двух устоях моста, когда выяснилось, что запас огнепроводного шнура слишком мал. Вехачек, бывший сапёр, в экстренных условиях перемонтировал систему мин дабы взорвать хотя бы одну опору моста, увеличив при этом взрывную мощность. При этом повстанцы рисковали своими жизнями, поскольку когда Вехачек поджёг провод, их сразу заметил патруль и поднял тревогу. После чего диверсанты бежали, спрятавшись в кусты. Однако взрыва не последовало, по какой-то причине провод погас. Им пришлось возвращаться, чтобы поджечь шнур повторно. Вторая попытка была успешной — мост взлетел на воздух. Транспортная изоляция силезского края возникшая после диверсий способствовала успешному развитию восстания.
За особые заслуги и проявленное мужество в 1922 году Виктору Вехачеку был присвоен Серебряный крест ордена «Virtuti Militari».
В межвоенный период, он продолжил жить в Шлезиенгрубе (который был уже переименован в Хропачув) и работать на местной шахте «Шлезиен» (также сменившей название на «Шлёнск»). Принимал деятельное участие в работе Союзе силезских повстанцев.
После немецкой оккупации региона, в девятнадцатую годовщину событий в Щепановице, 3 мая 1940 года, Виктор Вехачек был арестован и заключён в концентрационный лагерь Дахау. Позднее переведен в Заксенхаузен, где и умер 3 июня 1941 года.
Именем Вехачека названа одна из улиц Свентохловице.

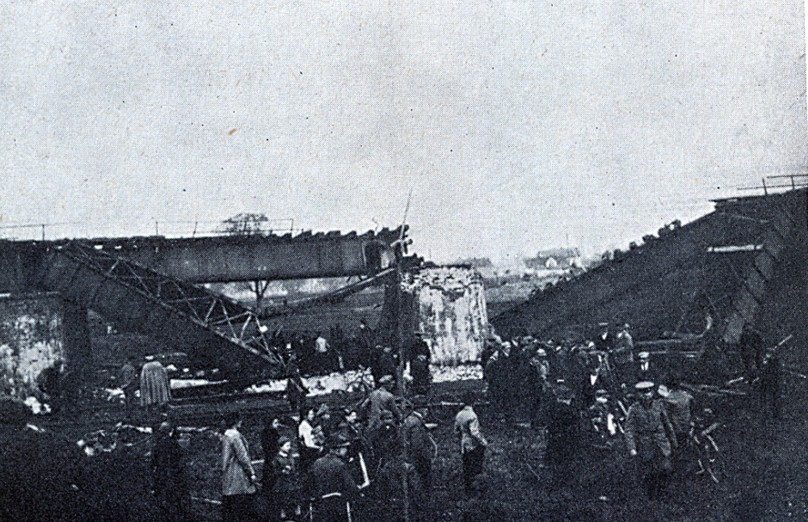
Взорванный мост в Щепановице